# Arundi, Honnali
Arundi là một làng thuộc tehsil Honnali, huyện Davanagere, bang Karnataka, Ấn Độ.